# Catalizzatore di Grubbs
Un catalizzatore di Grubbs è un composto complesso tra carbene e metalli di transizione sintetizzato per la prima volta dal chimico Robert H. Grubbs. Esistono due generazioni del catalizzatore.
Contrariamente agli altri catalizzatori usati per la metatesi delle olefine, i catalizzatori di Grubbs tollerano la presenza di altri gruppi funzionali sull'alchene e sono compatibili con una vasta gamma di solventi. Per queste ragioni, sono considerati catalizzatori estremamente versatili.

## Catalizzatore di prima generazione
Il catalizzatore di prima generazione viene spesso utilizzato nella sintesi organica per condurre reazioni di metatesi olefinica incrociata (vedi sotto), polimerizzazione per metatesi ad apertura d'anello (ROMP), polimerizzazione per metatesi di dieni aciclici (ADMET) e metatesi a chiusura d'anello. È facilmente sintetizzato da RuCl2(PPh3)3, fenildiazometano e tricicloesilfosfina in una sintesi di un solo passaggio. Il catalizzatore di Grubbs è un composto relativamente stabile all'aria, cosa che ne rende molto semplice la manipolazione. Il nome IUPAC del catalizzatore di prima generazione è benziliden-bis(tricicloesilfosfina)-diclororutenio.
La metatesi delle olefine è una reazione tra due molecole contenenti doppi legami. I gruppi legati agli atomi di carbonio dei doppi legami sono scambiati tra le molecole, per produrre due nuove molecole contenenti doppi legami con i gruppi scambiati. Se da una reazione di questo tipo si ottiene un isomero cis o trans dipende dall'orientamento che le molecole assumono quando si coordinano al catalizzatore, come pure dall'ingombro sterico dei sostituenti sui doppi legami delle molecole che vanno formandosi. Altri catalizzatori efficaci per questa reazione sono in particolare quelli sviluppati da Richard R. Schrock (il carbene di Schrock). 

## Catalizzatore di seconda generazione
Il catalizzatore di seconda generazione ha gli stessi utilizzi nella sintesi organica del catalizzatore di prima generazione, ma una maggiore attività. Questo catalizzatore è sensibile all'ossigeno e all'acqua, pertanto deve essere manipolato sotto atmosfera di azoto o di argon. Un catalizzatore basato su un carbene insaturo N-eterociclico (1,3-bis(2,4,6-trimetilfenil)diidroimidazolo) è stato scoperto nel marzo 1999 dal gruppo di Nolan. Pochi mesi più tardi nello stesso anno (agosto 1999), il gruppo di Grubbs ha scoperto un catalizzatore basato su un carbene N-eterociclico saturo (1,3-bis(2,4,6-trimetilfenil)imidazolidina). Un legante della fosfina viene sostituito con un carbene N-eterociclico (NHC); in questo caso il rutenio è coordinato da due gruppi carbene. Il nome IUPAC del catalizzatore di seconda generazione è benzilidene-[1,3-bis(2,4,6-trimetilfenil)-2-imidazolidinilidene]dicloro(tricicloesilfosfina) rutenio. I catalizzatori di entrambe le generazioni sono disponibili in commercio.

## Catalizzatori di Hoveyda-Grubbs
Nella prima generazione del catalizzatori di Hoveyda-Grubbs, uno dei ligandi della fosfina è sostituito da un gruppo isopropilossi legato all'anello benzenico. La seconda generazione ha l'altro legante della fosfina sostituito da un NHC.
In uno studio, un catalizzatore di Grubbs solubile in acqua è stato preparato per aggiunta di una catena di polietilenglicole al gruppo dell'imidazolina. Il sale di imidazolinio è poi deprotonato con esametilsililazide di potassio (KHMDS) in situ per dare il carbene N-eterociclico (NHC), che espelle un ligando della fosfina dando il complesso di rutenio modificato:
Questo catalizzatore è utilizzato in ambiente acquoso nella reazione di metatesi a chiusura d'anello di un diene reso solubile in acqua per aggiunta di un gruppo ammonio.